# Tommy Broman
Karl Tommy Broman, född 30 juni 1951 i Solna församling i Stockholms län, död 29 januari 1990 i Råsunda församling i Stockholms län, var en svensk gitarrist och sångare. Han var medlem i bluesrockbandet Levande Livet. Broman var gift med Ulla Yvonne From (född 1950), men makarna skildes 1989. Tommy Broman är begravd på Solna kyrkogård.

## Diskografi

### MedLevande livet
Strömmens pärla (gitarr, sång)

### Tillsammans medTom Zacharias
Alla Vi Barn (gitarr)
Belinda (gitarr)
Belindas Döttrar (gitarr)
Horar Gör Vi Alla (gitarr)

### Som Tommy Broman
Efter Midnatt (gitarr)